# Nogoyá
Nogoyá é um município da província de Entre Ríos, na Argentina.